# 切本斯 (伊利諾伊州)
切本斯（英語：Chebanse）是位於美國伊利諾伊州易洛魁縣和坎卡基縣的一個村落。

## 地理
切本斯的座標為41°00′06″N 87°54′39″W / 41.00167°N 87.91083°W，而該地最高點為海拔高度202米（即663英尺）。

## 人口
根據2010年美國人口普查的數據，切本斯的面積為3.07平方千米，當中陸地面積為3.07平方千米，而水域面積為0.00平方千米。當地共有人口1062人，而人口密度為每平方千米345人。